# Robert Rey
Pour les articles homonymes, voir Robert Rey (saut à ski) et Rey.
Robert Rey (de son vrai nom Robert Herfray-Rey), né le 24 janvier 1888 à Oran et mort le 22 décembre 1964 à Paris, est un historien de l'art, conservateur de musée, critique d'art et écrivain français.
Conservateur en chef des Musées nationaux, directeur des Arts plastiques à la direction des Beaux-Arts, membre de l’Académie des beaux-arts, Robert Rey a été professeur à l’École du Louvre puis à l’École nationale supérieure des beaux-arts. De 1922 jusqu’à sa mort en 1964, il a collaboré à presque toutes les revues françaises d’art ainsi qu’à de nombreux quotidiens et a publié de nombreux ouvrages.

## Biographie
Né à Oran en 1888, il suit son beau-père Victor Rey, administrateur des colonies, dans ses affectations en Nouvelle-Calédonie, au Sénégal, puis comme gouverneur de Guyane.
Diplômé de l’École du Louvre et docteur ès lettres, il consacre sa thèse à La peinture française à la fin du XIXe siècle : la renaissance du sentiment classique : Degas, Renoir, Gauguin, Cézanne, Seurat (Paris : les Beaux-Arts, 1931).
Après avoir débuté comme secrétaire de Georges Courteline, il devient en 1911 secrétaire du Musée de Cluny. Bien que réformé en 1908, il s’engage dès août 1914 et son père, alors âgé de 62 ans, s’engage à ses côtés comme canonnier de 2e classe au 24e régiment d’artillerie de campagne. Il revient avec deux citations et quarante-cinq mois de présence effective au front tandis que son père est promu commandeur de la Légion d’honneur. Chaque jour, les deux soldats ont écrit à la jeune femme que Robert a épousée juste avant la guerre.
De 1919 à 1925, Robert Rey est secrétaire de l'École du Louvre où il enseignera ensuite et à laquelle il restera toute sa vie très attaché. En 1925, il est nommé conservateur adjoint du Musée du Luxembourg auprès de Léonce Bénédite puis en 1930, conservateur du Musée de Fontainebleau. Il s’attache à réunir le mobilier dispersé du Palais et écrit l’Histoire mobilière du Palais de Fontainebleau (Paris : Librairie de France, 1936).
En 1936 il est nommé Inspecteur général des beaux-arts. En 1940, il est relevé de ses fonctions administratives par le gouvernement de Vichy. Il reprend alors un poste de conservateur au Musée du Louvre, et il est chargé de la réorganisation des musées de province, en liaison avec Jacques Jaujard, alors Directeur des Musées nationaux. Ses fréquentes tournées lui permettent de transmettre des informations à la Résistance et il devient agent P1 au sein du réseau Cohors-Asturies puis délégué NAP du Ministère des Beaux-Arts. Il reçoit la Croix de guerre 1939-1945 avec étoile d’argent accompagnée de cette citation du Général de Gaulle : « Résistant de la première heure, a servi bénévolement et avec un dévouement absolu la cause de la France ; a montré le plus grand courage pendant toute l’Occupation, hébergeant des agents poursuivis par la Gestapo, mettant son domicile et son bureau à la disposition entière du réseau et accomplissant avec un sang-froid admirable des missions périlleuses. A rendu d’importants services à la Résistance. »
En 1944, il devient directeur des Arts plastiques et de la Production artistique à la direction générale des Arts et Lettres du Ministère de l’Éducation nationale. Il a la responsabilité des achats et commandes de l’État, des Manufactures nationales et du Mobilier national, de l’enseignement artistique. Il demande à Maurice Brianchon en 1945, la décoration d'un service de 74 assiettes en blanc de Sèvres.
Pour le Secrétariat aux Beaux-Arts, il passe commande aux ateliers de Montparnasse de la Ville de Paris, d'un décor de fresque d'environ 300 mètres carrés illustrant la vie de saint Jacques pour l'Église Saint-Jacques-le-Majeur de Montrouge [9], point de départ pour Saint-Jacques-de-Compostelle. Un collectif d'artistes, dirigé par André Auclair et Robert Lesbounit, réalise le travail de 1947 à 1949. Robert Lesbounit réalisa la chapelle de la Vierge André, Auclair assisté de Jean Leduc réalisa notamment le grand panneau du chœur, et les fresques furent réalisées par un groupe comprenant Jean Leduc, Jean-Robert Ipoustéguy, Jeanne Pêcheur, etc.
De 1925 à 1946, il a enseigné à l’École du Louvre. À sa retraite, en 1949, et jusqu'en 1960, il occupe la chaire d’histoire de l’art à l’École nationale supérieure des beaux-arts, où il a été nommé en 1944 à la succession de Louis Hourticq.
Commandeur de la Légion d'honneur, de l’Ordre des Palmes académiques et de l’Ordre des Arts et des Lettres, il est élu à l’Académie des beaux-arts en 1964 au fauteuil d’Albert Sarraut. Fait rare, il obtient dès le premier tour 25 voix sur 41 votants.
Il meurt le 22 décembre 1964.
Au cours de sa carrière, il collabore régulièrement à de nombreuses revues parmi lesquelles : Les Annales de 1928 à 1931, Art et Décoration de 1920 à 1939,  L'Art et les artistes, L'Art vivant, Beaux-Arts de 1923 à 1929, Le Bulletin des musées de France, Le Crapouillot, L'Europe Nouvelle de 1924 à 1928, les Nouvelles Littéraires où de 1954 jusqu'à la fin de sa vie il est chargé de la rubrique Beaux-Arts, L'Opinion où il tient notamment la rubrique Expositions de 1913 à 1922, La Renaissance, La Revue des arts, etc.
Il publie de nombreuses monographies consacrées en particulier à Nicolas Poussin, Édouard Manet, Paul Gauguin, Honoré Daumier, dont les principales ont été rééditées après sa mort.
Depuis sa thèse sur la renaissance du sentiment classique, il s'engage en faveur des peintres réalistes et figuratifs. Il contribue aussi à faire entrer les Cubistes au Musée du Luxembourg, à faire acheter par l’État le Cheval blanc de Gauguin, première œuvre de l'artiste achetée par les musées nationaux, et à ouvrir les Gobelins à la tapisserie moderne. Avec Georges Salles, Directeur des Musées depuis 1945, et Jean Cassou, Directeur du Musée National d'Art Moderne, il œuvre pour combler les lacunes des collections publiques et y faire entrer Matisse, Bonnard, Braque, Picasso, Rouault.  Il rejette cependant l'abstraction et publie deux essais polémiques La peinture moderne ou l'art sans métier et Contre l’art abstrait.
Il a été l’ami d'Henri Matisse, de François Pompon, d'André Dunoyer de Segonzac, de Maurice Utrillo, de l’illustrateur Serge, de Gus Bofa, de Morin-Jean, de Tristan Klingsor, de Louis-Auguste Dechelette et de nombreux artistes qu’il a aidés et contribué à faire connaître.
Il est également l’auteur d’ouvrages généraux destinés au grand public.
Dans un texte de 1939 intitulé Les Musées et l'ennui, écrit pour la radio, il analyse les raisons du désintérêt du public pour le musée et propose des solutions. Le principe de présentation des œuvres par époque et par nature, peintures d'un côté, sculptures d'un autre, objets décoratifs d'un autre, ne lui paraît pas de nature à faciliter la compréhension du public et à lui donner une vision d'ensemble : il préconise donc un regroupement par époque.
Ses archives sont déposées à l'Institut national d'histoire de l'art.

## Distinctions
- Commandeur de la Légion d'honneur[2]
- Croix de guerre 1939–1945
- Commandeur de l'ordre des Arts et des Lettres
- Commandeur de l'ordre des Palmes académiques

## Publications artistiques
- Suzanne Valadon, coll. Les Peintres français nouveaux, Nrf, Paris, 1922.
- Frantz Jourdain, coll. L'Art décoratif moderne, La Connaissance, Paris, 1923.
- Daumier, coll. Les Contemporains, Stock, Paris, 1923.
- Gauguin, coll. Les Maîtres de l'art moderne, Rieder, Paris, 1923, rééditions 1928, 1939.
- L'architecture contemporaine, La Connaissance, Paris, 1925.
- Le Salon d'automne, en collaboration avec Frantz Jourdain, L'art et la vie, Paris, 1926.
- Exposition du Cabinet de M. Georges Courteline, (avertissement du catalogue présenté et commenté par Georges Courteline), MM.Bernheim-Jeune, Paris, 1927.
- François Pompon, éditions Georges Crès, Paris, 1928.
- Une heure au Musée du Luxembourg, en collaboration avec Charles Masson, Braun, Paris, 1928.
- La Peinture française à la fin du XIXe siècle, la renaissance du sentiment classique : Degas, Renoir, Cézanne, Gauguin, Seurat, Les Beaux-Arts, Van Oest, 1931 (ouvrage de thèse)
- Bourdelle, à propos de l'exposition de Bruxelles, Palais des Beaux-Arts, 1928, Plon, Paris, 1931.
- Quelques satellites de Watteau : Antoine Pesne, Philippe Menier, François Octavien, Bonaventure de Bar, François-Jérôme Chantereau, Librairie de France, Paris, 1932 (thèse complémentaire).
- Edouard Manet, choix de dessins inédits, Braun et Cie, Paris-Mulhouse, 1932.
- L'École du Louvre, ouvrage collectif : Le cours de M. Salomon Reinach et le cours de Léonce Bénédite, p. 101-108, Bibliothèque de l'École du Louvre, Paris, 1932.
- André Foy, éditions M.-P. Trémois, Paris, 1933.
- « De la renaissance à l'exotisme : Anna Quinquaud » dans L'art et les artistes, Gallica, 1935.
- Hugo Van der Goes, éd. de l'abeille, Librairie de France, Paris, 1936.
- Musée de Fontainebleau, plan guide, avec la collaboration de Morin-Jean, Musées Nationaux, Paris, 1936.
- Histoire mobilière du Palais de Fontainebleau, La Révolution, Librairie de France, Paris, 1938.
- Les peintres de fêtes galantes, le portait et le paysage, avec Luc Benoist, Louis Réau, Henri Puvis-de-Chavannes, Les trésors de la peinture française, Skira, Paris, 1938.
- Manet, Hyperion, Paris, 1938.
- Histoire générale de l'Art, L'Art en Europe aux XVIIe et XVIIIe siècles, tomes III, p. 199-378 et IV p. 3-132, ouvrage collectif sous la direction de Georges Huisman, Directeur général des Beaux-Arts, avec Luc Benoist, Louis Brehier, Elie Lambert, Charles Terrasse, Librairie Aristide Quillet, Paris, 1938.
- Manet, W.Heinemann, London, Toronto, 1938.
- La peinture moderne ou l'art sans métier, coll. Que sais-je ? no 28, P.U.F, Paris, 1941, prix Charles Blanc de l’Académie française en 1942.
- Maurice Brianchon, coll. Les Maîtres de demain, Sequana (coll dirigée par Francis Carco), Paris, 1943.
- Quizet, collection « Les Peintres vivants », éditions du Vieux Colombier, Paris, 1944.
- Hugo Van der Goes, éditions du Cercle d'art, Bruxelles, 1945.
- La Parisienne de Touchagues, De Valence, Paris, 1949.
- Onze menus de Paul Gauguin, éditions G.Cramer, Genève, 1950.
- Degas, Somogy, Paris, 1952.
- Les Artistes, Balzac (le livre du centenaire), Flammarion, Paris, 1952.
- Guillaume de Bricqueville, 1911-1944, éditions Les Gémeaux, Paris, 1955.
- Maurice de Vlaminck, coll. La Grammaire des styles, Flammarion, Paris, 1955.
- Contre l'art abstrait, Flammarion, Paris, 1957.
- Manet, coll. Les Maîtres de la peinture moderne, Flammarion, Paris, 1957, réédition Paris, 1977.
- Georges Rohner, Flammarion, Paris, 1957.
- Humblot, Flammarion, Paris, 1957.
- Hilaire, Chassard, Paris, 1957.
- Pierre Dolly, textes et peintures, en collaboration avec Jean Miquel, H.Roudel, Paris, 1957.
- Foujita, en collaboration avec Gérard Bauër, collection Cahiers de la peinture, Paris, 1958.
- Albert Drachkovitch, coll. Objectivement, Flammarion, Paris, 1958.
- Carlos-Reymond - Cinquante ans de peinture, éditions du Musée Grimaldi, Cagnes-sur-Mer, 1958.
- Honoré Daumier, collection Le Grand art en livre de poche, Flammarion, Paris, 1959.
- Carzou, L'Apocalypse, éditions André Sauret, Paris, 1959.
- Marcel Roche, éditions Pierre Cailler, Genève, 1959 (préfacier).
- Poussin, peintures, Bibliothèque des arts, Lausanne, 1960, prix Charles Blanc de l’Académie française en 1961, réédition 1969.
- Andrée Joubert, Bibliothèque des arts, Genève, 1961.
- R.M.Pruvost-Mors, Les Gémeaux, Paris, 1962.
- Manet, Crown Publishers, New York, 1962.
- Portait de Kiyoshi Hasegawa, (illustré de gravures originales) coll. Les Maîtres de la gravure contemporaine, éd. Bruker, Paris, 1963.
- Poussin, Paintings, French and European Publications, New York, 1964.
- Vision sur Kishka, avec Louise de Vilmorin et Henri Gineste, Vision sur les arts, Béziers, 1966.
- Honoré Daumier, collection  Bibliothèque des grands peintres, Le Cercle d'Art, Paris, 1968, réédition Ars Mundi, Paris, 1988.
- Honoré Daumier, The Library of Great Painters, Harry.N.Abrams, Inc, Publishers, New York, 1985.

### Autres œuvres
- Plusieurs contes et récits publiés pendant la guerre de 1914-18 dans des journaux comme Fantasio, L'Encrier, Le Rire.
- Le Retour d'Agamemenon, pièce en trois actes, illustrée par Jouenne, 1929.
- Le Mystère de Saint Caraman, pièce jouée au Vieux Colombier par la compagnie Le Studio, fondée par Pierre Cardinal, 1938.
- Midas, livret de l'opéra-comique en trois actes de Georges Dandelot, éditions Delayance, La Charité sur Loire, 1955.
- Étude sur Rosa Bonheur et La Goulue dans Les Femmes célèbres, éd. Lucien Mazenod, Paris, 1959.
- Seuil interdit, roman (sous le pseudonyme de B. Basilide), coll. Angoisse, Fleuve Noir, Paris, 1962.
- Notice sur la vie et les travaux de Albert Sarraut (1872-1962), lue à l'occasion de l'installation de Robert Rey, comme membre libre de l'Académie des beaux-arts, séance du 28 octobre 1964.
- La Baillive de Caen, pièce en un acte pour la télévision française, 1960.

## Sources
- Dossier de Légion d'honneur conservé aux Archives nationales sous la cote 19800035/337, dossier 45401
- Notice sur la vie et les travaux de Robert Rey (1888-1964) par M. André Arbus, lue à l'occasion de son installation comme membre libre de l'Académie des Beaux-Arts, séance du 19 mai 1965, Firmin-Didot, Paris, 1965.
- Robert Rey, historien et critique d'art, mémoire de DEA (art contemporain, historiographie de l'art) de Joëlle Moreau Bocchino, 1994.